# انتقال مجرمانه اچ‌آی‌وی
انتقال مجرمانه اچ‌آی‌وی انتقال عمدی یا بی پروای از یک فرد دارای ویروس نقص ایمنی انسانی (HIV) به شخص دیگر است. این اغلب در قوانین و در بحث‌های جنایی با قرار گرفتن در معرض HIV تلفیق می‌شود که نیازی به انتقال به ویروس نیست (مثلاً در موارد تف کردن و گاز گرفتن که عملاً ویروس را منتقل نمی‌کند). برخی از کشورها یا حوزه‌های قضایی از جمله برخی از مناطق آمریکا قوانینی تصویب شده‌اند که به صراحت اجازه دستگیری به خاطر انتقال مجرمانه اچ‌آی‌وی را می‌دهند. در دیگر مناطق از جمله انگلستان فرد تحت قوانین موجود با جرم‌هایی مانند قتل، تقلب (کانادا) قتل شبه‌عمد، یا اقدام به قتل یا حمله تحت تعقیب قرار می‌گیرند.

## راه‌های انتقال
پژوهش‌های پزشکی این موارد را به عنوان حالت‌های انتقال برشمرده‌اند:
- آمیزش جنسی با شخص غیرناقل
- اهدا و انتقال خون
- استفاده سوزن و سرنگ استریل نشده برای موارد پزشکی، مصرف مواد مخدر، خالکوبی، سوراخ‌کاری بدن
- بارداری و انتقال پس از بارداری (مانند شیردهی)